# Élections sénatoriales américaines de 1932
Les élections du Sénat des États-Unis de 1932 (en anglais : U.S. Senate election of 1932) sont des élections américaines qui coïncident avec la large victoire de Franklin Delano Roosevelt sur le président de l'époque, Herbert Hoover lors de l'élection présidentielle de 1932. En raison de la débâcle de l'administration Hoover, les républicains y perdent 12 sièges (sur 96), et cèdent leur majorité et le contrôle de la Chambre.
Les démocrates remportent les élections dans vingt-huit États. Les élus républicains sortants de l'Iowa, de la Californie et du Wisconsin sont défaits dès la primaire républicaine, et les trois sièges ainsi ouverts sont tous remportés par les democrates. Les démocrates remportent également le Colorado, le Connecticut, l'Idaho, l'Illinois, l'Indiana, le Nevada, le New Hampshire, l'Utah et Washington. Ces états passés de republicains à democrates apparaissent en bleu marine sur la carte.

Prise democrate
Maintien démocrate
Maintien républicain